# Buckskin Gulch

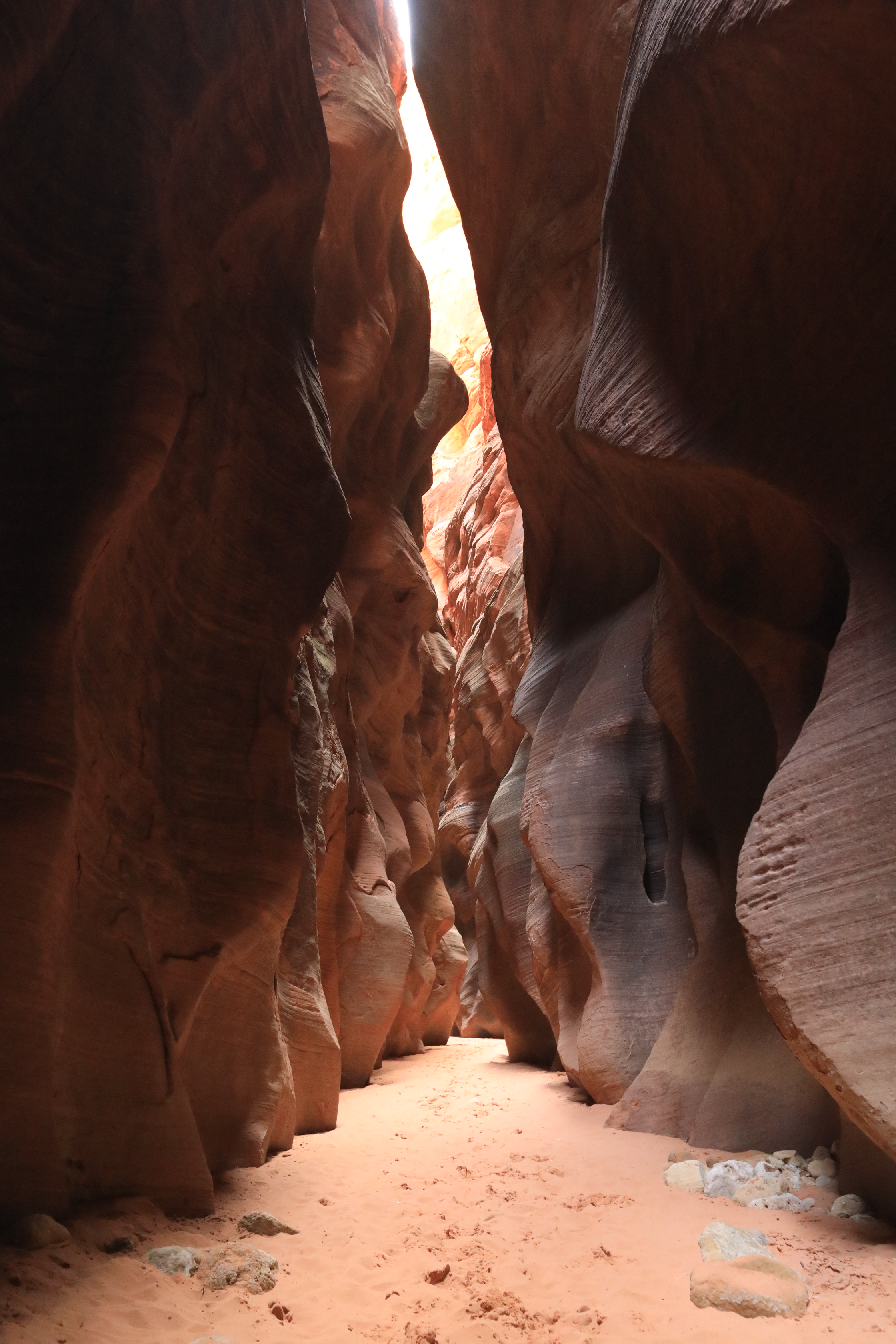
Buckskin Gulch, Utah (2024)

Buckskin Gulch (ook bekend als Buckskin Creek, Buckskin Wash en Kaibab Gulch) is een kloof en slot canyon in het zuiden van Kane County, Utah, vlak bij de grens met Arizona in het Paria Canyon-Vermilion Cliffs Wilderness. Met een lengte van meer dan 26 km is het een belangrijke zijrivier van de Paria River, die op zijn beurt uitmondt in de Colorado River.
Buckskin Gulch wordt beschouwd als een van de langste en diepste slotcanyons in het zuidwesten van de Verenigde Staten. De kloof is toegankelijk via U.S. Route 89 tussen Kanab (Utah) en Page (Arizona), met onder andere toegang via de Buckskin Trailhead en de populaire Wire Pass Trailhead.
Voor dagtochten en overnachtingen zijn vergunningen vereist, verkrijgbaar via het Bureau of Land Management. Slechts twintig overnachtingsvergunningen per dag worden uitgegeven en groepen zijn beperkt tot tien personen. Kampvuren zijn verboden, en afval dient volledig te worden meegenomen om de natuur te beschermen.